# Óscar Cornejo
Óscar Cornejo Palomino (Tarragona, 1972) es un periodista y productor de televisión de España.

## Trayectoria
Nacido en el seno de una familia andaluza emigrada a Cataluña. Es licenciado en Derecho (1995) por la Universidad de Barcelona y en periodismo por la Pompeu Fabra (1997). Inicia su trayectoria profesional en Informativos Telecinco en labores de cámara y redactor. Más tarde es fichado por Antena 3, para colaborar en el programa De buena mañana (2001-2002). Tras esa etapa, regresa a Telecinco, donde ejerce de coordinador en el espacio Pecado original.
En 2003 se le asigna la creación de un nuevo programa para la franja vespertina. Es en ese punto donde coincide por primera vez con quien sería durante décadas su socio profesional, Adrián Madrid. El programa se llamó Aquí hay tomate, conducido por Jorge Javier Vázquez y Carmen Alcayde y alcanzó un elevado nivel de aceptación por parte de la audiencia, lo que garantizó su permanencia en antena durante cinco años.
Asimismo, catapultó la carrera profesional de Cornejo y Madrid, que en 2006 crearon la productora La Fábrica de la Tele, asociada a la cadena de Mediaset con carácter de exclusividad. Tras la cancelación de Aquí hay tomate, idearían el formato llamado a ser el programa estrella de la cadena durante los siguientes años: Sálvame (2009-2023) y su versión nocturna Deluxe (2009-2023). Otros programas de éxito producidos por Cornejo incluyen Hormigas blancas (2007-2011), La noria (2007-2012), Cazamariposas (2013-2020), Viajando con Chester (2014-2023), Hable con ellas (2014-2016), Todo es mentira (2019-2024) y Rocío, contar la verdad para seguir viva (2021).
En 2022 fue investigado por revelación de secretos y cohecho en el marco de la denominada Operación Deluxe.
Casado el 9 de abril de 2011 con el político del PSC Jaume Collboni, la pareja se conoció en la Nochevieja de 2008 y se separó en 2016. En agosto de 2019 fue padre de un niño, Lucas, nacido por gestación subrogada.
Tras la adquisición por parte de Mediaset del 100 % de La Fábrica de la Tele, fundó junto a Adrián Madrid en enero de 2024, Fabricantes Studio, productora renombrada el 25 de febrero de 2025 como La Osa Producciones Audiovisuales.